# Itziar Aizpurua
Itziar Aizpurua Egaña, née le 2 avril 1943 à Deba, est une femme politique basque espagnole d'idéologie indépendantiste basque (abertzale). Dirigeante de Herri Batasuna (HB) entre 1978 et 1998, parlementaire basque entre 1982-86 et 1994-98 ; Congressiste entre 1986 et 1993. Elle a été militante du groupe armé ETA pendant le franquisme et l'une des jugés dans le procès de Burgos.

## Biographie
Itziar Aizpurua Egaña était mariée avec le dirigeant de HB, Jokin Gorostidi, décédé en 2006.
Elle a suivi des études de musique et a été professeur de piano. Elle a été intégrée comme militante d'ETA à la fin des années 1960 pendant la dictature franquiste. Avec son fiancé Jokin Gorostidi elle a été arrêtée par la police et tous les deux ont été jugés dans le procès de Burgos. Lui a été condamné à mort (peine commuée par la suite à la détention) et elle a été condamnée à 15 ans de prison pour délit de rébellion. Après avoir passé 8 années en prison, elle sera libérée en 1977 par l'Amnistie Générale décrétée après la mort de Franco.
Elle a milité à Herri Batasuna depuis la fondation de la coalition en 1978, occupant des postes dans la direction de l'organisation (Mesa Nacional) pendant 20 ans. Elle a été élue membre du Parlement Basque entre 1982 et 1986. Elle a été députée du Congrès entre 1986 et 1993, pendant deux législatures, bien qu'elle n'ait pratiquement pas pris part dans les sessions du Congrès par la politique de boycott de son organisation politique. Elle était présente sur le lieu de l'attentat qui a coûté la vie à son compagnon de parti Josu Muguruza le 20 novembre 1989.
Elle a été réélue entre 1994 et 1998 membre du Parlement Basque.
Dans la campagne des Élections Générales de 1996, Herri Batasuna a diffusé une vidéo du groupe séparatiste ETA dans les panneaux publicitaires gratuits qui avaient été posés pendant la campagne. De ce fait, l'Audiencia Nacional a ouvert un procès pour l'infraction de collaboration avec une bande armée contre tous les membres de la Mesa Nacional de HB, dont Itziar Aizpurua elle-même. La Cour Suprême l'a jugée et condamné pour cette infraction, mais après 20 mois de prison, le 20 juillet 1999 le Tribunal Constitutionnel a annulé la sentence de la Cour Suprême et tous les membres de la Mesa Nacional, dont Aizpurua, ont été libérés. Après sa sortie de prison, durant l'année 2000 elle pas revenue au premier plan de la politique sauf ponctuellement, comme lors du décès de son mari Jokin Gorostidi en 2006. Elle a aussi pris part dans la liste électorale présentée par la gauche abertzale sous les sigles de D3M, non légalisée par la Audiencia Nacional en 2009, pour le Guipuscoa dans les élections au Parlement basque de 2009 et dont Aizpurua a occupé le rang no 3.

### Sources et bibliographie
- (es) Cet article est partiellement ou en totalité issu de l’article de Wikipédia en espagnol intitulé « Itziar Aizpurua » (voir la liste des auteurs).
- (fr) Jean Chalvidant, ETA : L'enquête, éd. Cheminements, coll. « Part de Vérité », octobre 2003, 426 p. (ISBN 978-2-84478-229-8)
- (fr) Jacques Massey, ETA : Histoire secrète d'une guerre de cent ans, Paris, Flammarion, coll. « EnQuête », février 2010, 386 p. (ISBN 978-2-08-120845-2)